# Daumantas van Litouwen
Daumantas Wit-Russisch: Даўмонт Dawmont, ook: Dovmont) was de vorst van Litouwen van 1282 tot 1285.
Daumantas wordt slechts eenmaal in de kronieken genoemd. Bij gebrek aan verdere bronnen wordt hij verondersteld te hebben geregeerd vanaf de dood van Traidenis tot het aantreden van Butigeidis in 1285.
Hoe en of Daumantas was gerelateerd met Traidenis en Butigeidis is onbekend.
De enige historische bron over zijn regeringperiode is een korte vermelding uit 1285. Zeven Russische kronieken vermelden hetzelfde verhaal dat in maart of augustus 1285 de Litouwers, geleid door vorst Daumantas, het land van Simeon, bisschop van Tver binnenvielen, in het bijzonder de volost Olesjnja (волость Олешня) van het vorstendom Tver. De exacte locatie van deze volost is onbekend. Op 5 augustus, een dag voor het feest van de Transfiguratie van Jezus, werd het Litouwse leger verslagen door de verenigde krachten van Tver, Moskou, Volokolamsk, Torzjok, Dmitrov, Zoebtsov en Rzjev. Vier van de kronieken vermelden dat Daumantas gevangen werd genomen, terwijl de anderen zeggen dat hij werd gedood.
De kronieken vermelden nog een andere Litouwse inval in het land van Novgorod in de winter van 1285, maar het is mogelijk dat de datums verwisseld werden en deze inval vóór Daumantas invasie van Tver plaatsvond. 
Deze twee invallen in de Russische landen geven een nieuwe richting in de Litouwse interessen aan. Traidenis had zich geconcentreerd op de Lijflandse Orde, Zwart-Roethenië en Galicië-Wolynië. 
Historici hebben getracht de twee invallen te plaatsen in het kader van de rivaliteit in Novgorod tussen de zonen van Alexander Nevski, Dmitri en Andrej, en de opvolging in Tver door de veertienjarige Michaël van Tver, maar wegens gebrek aan schriftelijke bronnen kunnen er geen definitieve conclusies worden getrokken.